# كريس فروم
كريس فروم (بالإنجليزية: Chris_Froome) مواليد 20 مايو 1985 في نيروبي، هو دراج بريطاني في صنف سباق الدراجات على الطريق. شارك في دورة الألعاب الأولمبية الصيفية وفاز بميدالية أولمبية.

## سجل النتائج

### سباقات أو مراحل فاز بها
| التاريخ        | السباق                                                                           | المركز                                                                  |
| -------------- | -------------------------------------------------------------------------------- | ----------------------------------------------------------------------- |
| 01 يوليو 2007  | 2007 B World Road Cycling Championships Men ITT                                  |                                                                         |
| 08 يوليو 2007  | طواف دوبس 2007                                                                   | الثامن في التصنيف العام                                                 |
| 08 مارس 2008   | Giro del Capo 2008                                                               |                                                                         |
| 03 أغسطس 2008  | جيرو أبنينس 2008                                                                 |                                                                         |
| 05 مارس 2009   | Giro del Capo 2009                                                               | الفائز في التصنيف العام                                                 |
| 31 مايو 2009   | طواف إيطاليا 2009                                                                | السابع في تصنيف أفضل شاب                                                |
| 21 فبراير 2010 | طواف هوت فار 2010                                                                | التاسع في التصنيف العام                                                 |
| 11 سبتمبر 2011 | طواف إسبانيا 2011                                                                | الفائز في التصنيف العام، الفائز حسب تصنيف المجموعة                      |
| 09 أكتوبر 2011 | طواف بكين 2011                                                                   | الثالث في التصنيف العام، السابع في تصنيف النقاط، التاسع في تصنيف الجبال |
| 01 يناير 2012  | سباق الدراجات الهوائية في الألعاب الأولمبية الصيفية 2012 – سباق الزمن على الطريق |                                                                         |
| 10 يونيو 2012  | كريثيديا دو دوفين 2012                                                           | الرابع في التصنيف العام                                                 |
| 01 يناير 2013  | طواف العالم للدراجات 2013                                                        |                                                                         |
| 01 يناير 2013  | طواف لايغويليا 2013                                                              | الفائز في التصنيف العام                                                 |
| 16 فبراير 2013 | طواف عمان 2013                                                                   | الفائز في التصنيف العام                                                 |
| 28 أبريل 2013  | طواف روماندي 2013                                                                | الفائز في التصنيف العام                                                 |
| 09 يونيو 2013  | كريثيديا دو دوفين 2013                                                           | الفائز في التصنيف العام                                                 |
| 21 يوليو 2013  | سباق طواف فرنسا 2013                                                             | الفائز في التصنيف العام                                                 |
| 23 فبراير 2014 | طواف عمان 2014                                                                   | الفائز في التصنيف العام                                                 |
| 04 مايو 2014   | طواف روماندي 2014                                                                | الفائز في التصنيف العام                                                 |
| 15 يونيو 2014  | كريثيديا دو دوفين 2014                                                           |                                                                         |
| 01 يناير 2015  | طواف أندلوسيا 2015                                                               | الفائز في التصنيف العام، الفائز حسب تصنيف المجموعة                      |
| 14 يونيو 2015  | كريثيديا دو دوفين 2015                                                           | الفائز في التصنيف العام                                                 |
| 26 يوليو 2015  | سباق طواف فرنسا 2015                                                             | الفائز في التصنيف العام                                                 |
| 28 يوليو 2015  | 2015 Natourcriterium Roeselare                                                   |                                                                         |
| 01 يناير 2016  | طواف العالم للدراجات 2016                                                        |                                                                         |
| 07 فبراير 2016 | طواف هيرالد صن 2016                                                              | الفائز في التصنيف العام                                                 |
| 12 يونيو 2016  | كريثيديا دو دوفين 2016                                                           | الفائز في التصنيف العام                                                 |
| 24 يوليو 2016  | طواف فرنسا 2016                                                                  | الفائز في التصنيف العام                                                 |
| 10 أغسطس 2016  | سباق الدراجات الهوائية في الألعاب الأولمبية الصيفية 2016 – سباق الزمن على الطريق |                                                                         |
| 01 يناير 2017  | طواف العالم للدراجات 2017                                                        |                                                                         |
| 23 يوليو 2017  | سباق طواف فرنسا 2017                                                             | الفائز في التصنيف العام                                                 |
| 25 يوليو 2017  | 2017 Natourcriterium Roeselare                                                   | الفائز في التصنيف العام                                                 |
| 10 سبتمبر 2017 | طواف إسبانيا 2017                                                                | الفائز في التصنيف العام، الفائز حسب تصنيف المجموعة                      |
| 27 مايو 2018   | طواف إيطاليا 2018                                                                | الفائز في التصنيف العام                                                 |

## الميداليات
| الميدالية | المسابقة                                    |
| --------- | ------------------------------------------- |
| برونزية   | الألعاب الأولمبية الصيفية 2012              |
| برونزية   | الألعاب الأولمبية الصيفية 2016              |
| برونزية   | ألعاب عموم أفريقيا 2007                     |
| برونزية   | بطولة العالم لسباق الدراجات على الطريق 2013 |

## وصلات خارجية
- Chris Froome profile
- كريس فروم على موقع الاتحاد الدولي للدراجات (الإنجليزية)
- كريس فروم على موقع أرشيف الدراجات (الإنجليزية)
- كريس فروم على موقع إحصائيات الدراجات الإحترافية (الإنجليزية)
- كريس فروم على موقع نسبة الدراجات (الإنجليزية)
- كريس فروم على موقع CycleBase (الإنجليزية)
- كريس فروم على موقع أوليمبيديا (الإنجليزية)
- كريس فروم على موقع اللجنة الأولمبية البريطانية (الإنجليزية)
- كريس فروم على موقع اتحاد ألعاب الكومنولث (مؤرشف) (الإنجليزية)
- كريس فروم على موقع اتحاد ألعاب الكومنولث (مؤرشف) (الإنجليزية)
- كريس فروم على موقع دورة ألعاب الكومنولث 2006 (مؤرشف) (الإنجليزية)